# 33. Armee (Rote Armee)
Die 33. Armee (russisch 33-я армия) war ein Großverband der Roten Armee, der im Zweiten Weltkrieg am mittleren Abschnitt der Ostfront eingesetzt wurde. Sie wurde infolge des Unternehmen Barbarossa während der Schlacht um Moskau gegründet und nahm von Dezember 1941 bis April 1942 an der Gegenoffensive bei Moskau teil, dabei wurde sie im Raum von Wjasma von deutschen Truppen zerschlagen.

## Geschichte

### 1941
Die 33. Armee wurde infolge des raschen Vorgehens der deutschen Heeresgruppe Mitte an der Rollbahn Smolensk-Moskau Mitte Juli 1941 im Militärbezirk Moskau gebildet. Weil die 32. Armee bereits gebildet worden war, konnte es beim Treffen am 16. Juli nur um die Schaffung der 33. und 34. Armee gehen, zu deren Kommandeure die Generale D. P. Onuprienko und N. N. Pronin ernannt wurden, deren Ernennung am 17. Juli 1941 erfolgte.
- Die 33. Armee umfasste anfangs die 1., 5., 9., 17., 18. und 21. Division der Moskauer Volksmiliz, 3 NKWD-Divisionen, das 876. und 878. Artillerie-Regiment und andere Einheiten, zu denen bald die unvollständig mobilisierte 109. Panzerdivision kam.

Ab 18. Juli wurde die Armee an der Verteidigungslinie westlich von Moschaisk etabliert und nahm ab 22. Juli die Verteidigung auf der Linie Karatscharowo-Schustiwo auf. Um die Organisation der Westfront besser zu koordinieren zu können, wurde am 30. Juli 1941 von der Stawka gemäß Dekret vom 29. Juli die Reservefront aufgestellt. Diese Front und ihre Armeen befand sich im Rücken der Westfront, an der Grenze des Seligersee entlang der Linie Ostaschkow – Rschew – Dorogobusch – Jelnja – Spas-Demensk bis Kirow, diese Front umfasste die 24., 31., 32. und 43. Armee. Auch die 33. Armee wurde Teil der Moskauer Reservefront und nahm nach der Neugruppierung im Raum Spas-Demensk Verteidigungsstellungen ein. Das Hauptquartier der 33. Armee befand sich am Morgen des 9. Oktober bei Dobroje, etwa 7 km nordöstlich von Malojaroslawez. Die Einheiten der 222. Schützendivision konzentrierten sich bei Korobetz, die 60. Schützendivision kämpfte zwischen Kolodesi-Koschelewo-Leschnewka. Die 17. Schützendivision hielt zwischen Kowalewka-Letschi, die 173. Schützendivision bei Dubrowka.
Anfang Oktober, während der Kesselschlacht von Wjasma konnte sich die 33. Armee als zweite Staffel bis 13. Oktober rechtzeitig aus der deutschen Umschließung entziehen und nahm im Anschluss an der Moschaisk-Malojaroslawezer Verteidigungsoperation teil. Mitte Oktober sammelten sich bei Moschaisk 11 Schützendivisionen, 16 Panzerbrigaden, 40 Artillerie-Regimenter, alles in allem etwa 90.000 Mann. Auf Grundlage der befestigten Räume Wolokolamsk, Moschaisk, Malojaroslawez und Kaluga wurden Kampfsektoren geschaffen, in denen die 5., 33., 43. und 49. Armee die Verteidigung übernahmen. Im Brennpunkt des deutschen Vorstoßes bei Moschaisk wurde eine neue 5. Armee und im Raum Wolokolamsk eine neue 16. Armee etabliert. Das Oberkommando der 33. Armee wurde im Raum Naro-Fominsk eingesetzt, linker Nachbar im Raum Malojaroslawez war die 43. Armee. Am Morgen des 14. Oktober kamen die Soldaten der 33. Armee mit vorgeschobenen Einheiten des deutschen XX. Armeekorps in Kontakt. Am 24. Oktober konnten die Armeetruppen den Vorstoß der deutschen 258. Infanteriedivision am Nara-Fluss aufhalten. In Zusammenarbeit mit der 5. Armee (Generalmajor Leonid Goworow) wurde Anfang Dezember eine Gruppe deutscher Truppen zurückgeworfen, die nördlich und südlich von Naro-Fominsk eingesickert waren. Damit war die Verteidigung entlang des Flusses Nara wieder hergestellt.
Am 1. Dezember brachen die deutschen Truppen nordwestlich von Naro-Fominsk in die Verteidigung der 222. Schützendivision der 33. Armee. Während des Gegenangriffs, der am 5. Dezember 1941 begann, befreite die 33. Armee die Städte Naro-Fominsk (26. Dezember 1941) und Borowsk (4. Januar 1942).

### 1942
Armeegliederung am 8. Januar 1942
- 93., 110., 113., 201., 222., 338. Schützendivision

(bald auch 9. Garde-, 160. und 329. Schützendivision)
Am 17. Januar 1942 erhielt Generalmajor Jefremow während der Rschew-Wjasmaer Operation vom Oberbefehlshaber der Westfront, Armeegeneral Schukow, den Befehl, auf Wjasma vorzustoßen. Die 33. Armee stieß auf Wereja vor, die 222. Schützendivision brach am 19. Januar um 13:00 Uhr am nordöstlichen Rand der Stadt ein und erreichte bei Miljatino das Ostufer des Flusses Protwa. Anfang Februar erreichte die Armeetruppen den Raum südöstlich von Wjasma und versuchten vergeblich die Stadt in Zusammenarbeit mit dem 1. Garde-Kavallerie-Korps (General P. A. Below) im Handstreich zu erobern. Mitte Februar waren Teile des 1. Garde-Kavalleriekorps und das von der Kalininfront aus dem Norden angesetzte 11. Kavalleriekorps nur noch 6 km voneinander entfernt, konnten sich aber wegen rechtzeitiger deutscher Gegenstöße nicht verbinden.
Am 15. und 16. Februar befreiten Partisanenabteilungen, die südlich und südwestlich von Wjasma operierten, die Stadt Dorogobusch. Infolgedessen wurde im Hinterland der Heeresgruppe Mitte ein Raum gebildet, in dem Einheiten des 1. Garde-Kavalleriekorps, des 4. Luftlandekorps und Partisanenabteilungen erfolgreich operieren konnten. Nach heftigen Kämpfen gegen den südlichen Flügel der deutschen 4. Armee konnte am 5. März Juchnow freigekämpft werden. Eine ähnliche Situation entwickelte sich auch weiter nördlich, wo die sowjetische 29. Armee und im Südwesten, wo Belows Kavalleristen und verstreute Abteilungen von Fallschirmjägern eingeschlossen worden waren. Ende Februar zeichnete sich aber eine vollständige Einkreisung der im Raum Dorogobusch operierenden sowjetischen Einheiten und Partisanenabteilungen (Ende März noch etwa 17.000 Mann) ab, welche allesamt dem General Below unterstellt wurden. Als Anfang März die Einheiten der 33. Armee von innen und eine Stoßgruppe der 43. Armee von außen versuchte, eine erste Einkreisung zu durchbrechen, verlegte die deutsche Führung zusätzliche Kräfte in diesen Krisenraum. Der Abstand zwischen den sowjetischen Truppen wurde auf 2 km reduziert, aber es war nicht möglich auszubrechen. Ende März wurden gegen das 11. Kavalleriekorps (Generalmajor G. T. Timofejew) zwei deutsche Divisionen eingesetzt. Teile diese Korps und die 39. Armee waren zur Hälfte eingekreist und mussten schwere Kämpfe führen. Für einen Rückzug zur Kalinin-Front war noch ein sowjetischer Brückenkopf zwischen Sytschowka und Bely erhalten. Am 11. März wurden hingegen die noch einsetzbaren 12.789 Mann Kampftruppen der 33. Armee vollständig abgeschnitten, die Truppen blieben ohne Munitionsvorrat, ohne Nahrung und Treibstoff. Während der Kommandant der Kalinin-Front, I.S. Konjew der 29. Armee am 18. Februar den Befehl zum Ausbruch zukommen ließ, erhielt Jefremow, Below und die Fallschirmjäger seitens der Oberkommandos der Westfront keinen solchen Befehl. Außerdem war es ihnen verboten, sich zu vereinigen, um ausgedehnt so viele deutsche Kräfte wie möglich zu binden. Die Truppen der 33. Armee schafften es, den ganzen Februar und März durchzuhalten, sie führten ständig wechselhafte Aktionen durch: einerseits rückten Teile weiter auf Wjasma vor, andererseits versuchten andere Teile gleichzeitig, den Ring nach Osten zu durchbrechen. Noch am 20. März forderte das Hauptquartier erneut, dass die Fronten die zuvor gestellte Aufgabe energischer fortsetzen sollten, doch die Truppen mussten bereits in die Defensive übergehen. Die Wehrmacht gab den Soldaten keine Gelegenheit, sich bei minus 30 Grad auszuruhen und aufzuwärmen. Die Armee musste sich auf aktive Rundumverteidigung umstellen und sich in „innerer Linie“ auf etwa 120 km Kesselfront verteidigen. Die sogenannte Ostgruppe unter Brigadekommandeur D. P. Onuprienko versuchte dabei mehrfach vergebens die Verbindung mit der Front der 43. Armee (Generalmajor K. D. Golubew) herzustellen, konnten aber den deutschen Ring nicht durchbrechen. Am 9. April sandte das sowjetische Hauptquartier ein Flugzeug in den Kessel, um General Jefremow aus dem Kessel auszufliegen, aber der General weigerte sich, seine Soldaten zu verlassen. Am 13. April erteilte das Fronthauptquartier auch der 33. Armee endlich die späte Erlaubnis nach Osten auszubrechen. Nur kleinen Gruppen gelang es, sich auf die andere Seite der Ugra durchzuschlagen.
Ein letzter Durchbruchsversuch der 33. Armee Mitte April blieb erfolglos: Der größte Teil derjenigen, die zum Durchbruch antraten – etwa 2.000 Mann – fielen. General Jefremow wurde dabei am 19. April 1942 schwer verwundet und erschoss sich selbst, um der deutschen Gefangenschaft zu entgehen. Die Organisation der Armee, die noch über vier Divisionen mit etwa 10.000 Mann verfügte, löste sich auf. Die Verluste der Armee für zweieinhalb Monate beliefen sich auf mehr als 8.000 Tote, darunter über 6.000 Mann alleine bei den Ausbruchsversuchen.
In der zweiten Hälfte des Jahres 1942 verteidigten die neu formierten Armeetruppen an der Linie Gschatsk bis Juchnow. Im März 1943 nahm die 33. Armee an der Dezimierung des von der deutschen 9. Armee in Räumung befindlichen Rschewer Frontbogens teil, bei der am 12. März in Zusammenarbeit mit 5. Armee die Stadt Wjasma befreit und das Südufer des Flusses Ugra nordöstlich von Jelnja erreicht wurde, wo die Truppen wieder in die Defensive übergingen.

### 1943
Im Sommer und Herbst 1943 nahm die 33. Armee an der Smolensker Operation teil, wobei am 13. August zusammen mit den Truppen der 49. Armee Spas-Demensk und am 23. September Potschinok befreit wurde. Am Ende der Operation erreichten die Truppen die Linie östlich von Lenino bis nördlich von Dribin. Im Oktober erlangte die im Armeebereich eingesetzte polnische 1. Division in den Kämpfen von Lenino ihre Feuertaufe. Ende Oktober 1943 wurden die Truppen der 21. Armee an die 33. Armee übertragen. Anfang Dezember 1943 wurde die 33. Armee zur Nachschubversorgung der Front in die Reserve abgezogen.

### 1944
Anfang 1944 nahm die neu organisierte 33. Armee an den Offensivoperationen der Westfront in Richtung Boguschewsk und Witebsk teil. Bei der folgenden Mogilewer-Operation von 1944 überquerten ihre Truppen erfolgreich die Flüsse Pronja, Basja und Dnjepr, befreiten die Stadt Schklow (27. Juni) und erreichten am Ende der Operation den Zusammenfluss der Flüsse Drut und Dnjepr westlich von Schklow. Im April 1944 im Raum Orscha neu gruppiert, verteidigten die Truppen im Raum Bajewo bis Ende Juni.
Armeegliederung am 22. Juni 1944
62. Schützenkorps – Generalmajor Alexander Fjodorowitsch Naumow
- 64. Schützen-Division, Generalmajor Timofei Kalinowitsch Schkrjulew
- 330. Schützen-Division, Oberst Wladimir Alexandrowitsch Gusjew
- 369. Schützen-Division, Generalmajor Iwan Sidorowitsch Lasarenko

16. Schützenkorps – Generalmajor Jerofai Wladimirowitsch Dobrowolski
- 323. Schützen-Division, Generalmajor Wassili Timofejewitsch Maslow
- 344. Schützen-Division, Oberst Georgi Iwanowitsch Druschinin

Im Rahmen der 2. Weißrussischen Front und ab 5. Juli unter Oberbefehl der 3. Weißrussischen Front, beteiligte sich die 33. Armee an der Operation Bagration und an der Zerschlagung der deutschen 9. Armee im Raum Orscha-Bobruisk. Ende Juni 1944 kämpfte die 33. Armee zusammen mit der 50. Armee (Generalleutnant I. W. Boldin) und der 49. Armee (Generaloberst I. T. Grischin) an der Zerschlagung der östlich von Minsk und im Raum Tscherwen eingeschlossenen deutschen Truppen. Anschließend erreichte sie als 2. Staffel der 3. Weißrussischen Front den Fluss Njemen und konzentrierte sich ab Mitte Juli auf das Gebiet nordöstlich der Stadt Alytus. Ende Juli-August nahmen die Armeetruppen sie an der Kaunas-Operation teil, bei der die Truppen die Zugänge nach Ostpreußen erreichten, dabei wurde am 22. Juli Prienai und am 31. Juli 1944 Marijampolė besetzt wurde. Im September 1944 wurde die 33. Armee in die Reserve des Oberkommandohauptquartiers zurückgezogen, in den Raum südöstlich von Bialystok umgruppiert und am 18. Oktober in die 1. Weißrussische Front eingegliedert.
Armeegliederung am 25. Dezember 1944
- 16. Schützenkorps (89., 339. und 383. Schützendivision)
- 38. Schützenkorps (42., 64., 95. und 323. Schützendivision)
- 62. Schützenkorps (49., 222. und 362. Schützendivision)

### 1945
Bei der Warschau-Posener Operation 1945 griff die 33. Armee aus dem Brückenkopf Puławy Richtung an und besetzte am 16. Januar zusammen mit der 69. Armee die Städte Iłża und Radom. Am 19. Januar wurde Lodz zusammen mit der 8. Garde- und der 69. Armee genommen, am 23. Januar fiel auch Kalisch in sowjetische Hände. Am Ende der Offensive erreichten die Truppen die Oder im Raum südöstlich von Fürstenberg und bildeten einen Brückenkopf. Zusammen mit der 69. Armee wurde am 31. Januar Schwiebus besetzt.
Armeegliederung am 16. April 1945
16. Schützenkorps – Generalleutnant Jerofai Wladimirowitsch Dobrowolwski
- 323., 339. und 383. Schützendivision

38. Schützenkorps – Generalmajor Alexei Dmitrijewitsch Tereschkow
- 64., 89. und 129. Schützendivision

62. Schützenkorps – Generalleutnant Jakow Stepanowitsch Worobjew
- 49., 222. und 362. Schützendivision

Nach der Schlacht an der Oder und nach dem erfolgreichen Durchbruch der deutschen Verteidigung, beteiligten sich die Truppen der 33. Armee an der Naht der 1. Weißrussischen- und 1. Ukrainischen Front an der Einkesselung der südöstlich von Berlin umzingelten Truppen der 9. Armee (Kesselschlacht von Halbe). Frankfurt an der Oder wurde am 23. April vollständig besetzt und die Kämpfe am 6. Mai an der Elbe nordwestlich der Stadt Dessau beendet.
Im August 1945 wurde die 33. Armee aufgelöst, das Oberkommando wurde zur Aufstellung des Militärbezirks Smolensk verwendet.

## Führung
Oberbefehlshaber
- Dmitri Platonowitsch Onuprienko (17. Juli – 25. Oktober 1941)
- Michail Grigorjewitsch Jefremow (25. Oktober 1941 – 19. April 1942)
- Kirill Afanassjewitsch Merezkow (4. Mai – 8. Juni 1942)
- Michail Semjonowitsch Chosin (8. Juni – 18. Oktober 1942)
- Wassili Nikolajewitsch Gordow (18. Oktober 1942 – 13. März 1944)
- Iwan Jefimowitsch Petrow (13. März – 12. April 1944)
- Wassili Dmitrijewitsch Krjutschonkin (12. April – 7. September 1944)
- Stepan Iljitsch Morosow (9. – 29. September 1944)
- Wjatscheslaw Dmitrijewitsch Zwetajew (29. September 1944 – 7. September 1945)

Mitglieder des Kriegsrats
- Mark Dmitriewitsch Schljachtin (16. Juli 1941 – 31. März 1942)
- Roman Pawlowitsch Babijchuk (31. März 1942 – 9. Juli 1945)
- Iwan Sergejewitsch Fursow (29. Januar 1943 – 9. Juli 1945)

Stabschefs
- Iwan Prostow (16. Juli – 19. Oktober 1941)
- Alexander Kondratievich Kondratjew (20. Oktober 1941 – 2. Mai 1942)
- Alexander Petrowitsch Pokrowski (3. Mai – 12. Juli 1942)
- Stepan Iljitsch Kinosjan (13. Juli 1942 – 5. Juni 1944)
- Nikolai Wassiljewitsch Pastuschichin (5. – 9. Juni 1944)
- Artemi Petrowitsch Penschewski (9. Juni – 12. August 1944)
- Georgi Nikolajewitsch Perwentzew (12. August – 4. September 1944)
- Viktor Pawlowitsch Orleanski (9. April 1944 – 7. September 1945)